# Musse Pigg på Robinsonad
Musse Pigg på Robinsonad (engelska: Mickey's Man Friday) är en amerikansk animerad kortfilm med Musse Pigg från 1935.

## Handling
Musse Pigg är strandsatt på en öde ö. Han stöter på en flock kannibaler som tänker tillaga en annan kannibal. Musse lyckas skrämma bort de och blir vän med kannibalen som de andra tänkte tillaga. Tillsammans bestämmer sig Musse och hans nye vän för att försöka fly.

## Om filmen
Filmen är den 72:a Musse Pigg-kortfilmen som producerades och den första som lanserades år 1935.
Filmen hade svensk premiär 1 april 1935 och visades på biografen London i Stockholm.

## Rollista
- Walt Disney – Musse Pigg
- Billy Bletcher – Musses maskröst, Friday
- Pinto Colvig – maskskrik[6]